# Baguoidea rubra
Baguoidea rubra är en insektsart som beskrevs av Mahmood 1967. Baguoidea rubra ingår i släktet Baguoidea och familjen dvärgstritar.
Artens utbredningsområde är Filippinerna. Inga underarter finns listade i Catalogue of Life.